# Freccia Vallone femminile 2025
La Freccia Vallone femminile 2025, ventottesima edizione della corsa e valevole come tredicesima prova dell'UCI Women's World Tour 2025 categoria 1.WWT, si svolse il 23 aprile 2025 su un percorso di 140,7 km, con partenza da Huy ed arrivo sul Muro di Huy, in Belgio. La vittoria fu appannaggio dell'olandese Puck Pieterse, la quale completò il percorso in 3h53'25", alla media di 36,167 km/h, precedendo la connazionale Demi Vollering e l'italiana Elisa Longo Borghini.
Sul traguardo del Muro di Huy 87 cicliste, delle 142 partite da Huy, portarono a termine la competizione.

## Squadre e cicliste partecipanti
| N.      | Cod. | Squadra                    |
| ------- | ---- | -------------------------- |
| 1-6     | CSZ  | Canyon-SRAM Zondacrypto    |
| 11-16   | TFS  | FDJ-Suez                   |
| 21-26   | UAD  | UAE Team ADQ               |
| 31-36   | SDW  | Team SD Worx-Protime       |
| 41-46   | TPP  | Team Picnic PostNL         |
| 51-56   | TVL  | Team Visma-Lease a Bike    |
| 61-66   | LTK  | Lidl-Trek                  |
| 71-76   | AGS  | AG Insurance-Soudal Team   |
| 81-86   | FDC  | Fenix-Deceuninck           |
| 91-96   | EFO  | EF Education-Oatly         |
| 101-106 | MOV  | Movistar Team              |
| 111-116 | CTC  | Ceratizit Pro Cycling Team |

| N.      | Cod. | Squadra                     |
| ------- | ---- | --------------------------- |
| 121-126 | LKF  | Laboral Kutxa-Fund. Euskadi |
| 131-136 | LIV  | Liv AlUla Jayco             |
| 141-146 | UXM  | Uno-X Mobility              |
| 151-156 | VWT  | VolkerWessels Pro Cycling   |
| 161-166 | ARK  | Arkéa-B&B Hotels Women      |
| 171-174 | CGS  | Roland                      |
| 181-186 | CWT  | Cofidis Women Team          |
| 191-196 | AUB  | St Michel-P. Home-Auber93   |
| 201-206 | WOS  | Winspace Orange Seal        |
| 211-216 | REP  | Team Coop-Repsol            |
| 221-226 | LOL  | Lotto Ladies                |
| 231-236 | DDG  | DD Group Pro Cycling Team   |

## Ordine d'arrivo (Top 10)
| Pos. | Corridore            | Squadra  | Tempo    |
| ---- | -------------------- | -------- | -------- |
| 1    | Puck Pieterse        | Fenix    | 3h53'25" |
| 2    | Demi Vollering       | FDJ      | a 2"     |
| 3    | Elisa Longo Borghini | UAE      | a 6"     |
| 4    | Katarzyna Niewiadoma | Canyon   | s.t.     |
| 5    | Liane Lippert        | Movistar | a 11"    |
| 6    | Kimberley Le Court   | AG       | a 14"    |
| 7    | Juliette Labous      | FDJ      | a 15"    |
| 8    | Nienke Vinke         | Picnic   | s.t.     |
| 9    | Niamh Fisher-Black   | Lidl     | a 20"    |
| 10   | Mijntje Geurts       | Visma    | s.t.     |